# Hannelore Kraft
Hannelore Kraft, nata Külzhammer (Mülheim an der Ruhr, 12 giugno 1961), è una politica tedesca, esponente del Partito Socialdemocratico di Germania. Ricopre la carica di vicepresidente dell'SPD dal 2009 e dal 14 luglio 2010 al 14 luglio 2017 quello di ministro presidente della Renania Settentrionale-Vestfalia.

## Biografia
Nata a Mülheim an der Ruhr da una famiglia di operai renani, si è diplomata nel 1980; fino al 1982 ha lavorato come impiegata di banca e successivamente ha intrapreso gli studi in Economia. Dopo aver studiato anche al King's College London di Londra tra il 1986 ed il 1987, si è laureata nel 1989 presso l'Università di Duisburg. Fino al 2001 ha svolto la professione di consulente aziendale e project manager per le piccole imprese.
Nel 1994 si iscrive al Partito Socialdemocratico di Germania, e sei anni dopo viene eletta nel Landtag della Renania Settentrionale-Vestfalia (il Parlamento del Land). Dall'aprile 2001 al novembre 2002 ha ricoperto il ruolo di Ministro degli Affari Federali ed Europei (Ministerin für Bundes und Europaangelegenheiten) della Renania Settentrionale-Vestfalia.
Successivamente viene nominata Ministro per lo Sviluppo Tecnologico dello stesso Landtag: ha ricoperto l'incarico fino al 1º giugno 2005. Qualche giorno dopo è stata eletta Presidente del gruppo parlamentare SPD nel Landtag. Il 13 novembre 2009 è eletta vicepresidente del partito, insieme con Klaus Wowereit, Manuela Schwesig e Olaf Scholz.
Nel maggio 2010 guida alla vittoria il proprio partito nelle elezioni nella Renania Settentrionale-Vestfalia (il Land più popoloso e politicamente più decisivo sul piano nazionale
), ottenendo la maggioranza relativa con il 34,5% delle preferenze e sottraendo la maggioranza dei seggi del Bundesrat all'alleanza CDU-CSU-FDP.
Il 14 luglio 2010 viene eletta Governatrice della Renania Settentrionale-Vestfalia, ma a causa dell'eterogeneità politica della maggioranza si va ad elezioni anticipate il 13 maggio 2012: queste consultazioni segnano un grande successo per Hannelore Kraft dato che l'SPD sale al 39,1% mentre i Verdi racimolano il 12%, cosa che consente all'alleanza rosso-verde di avere la maggioranza assoluta dei seggi a Düsseldorf. Vista la grande affermazione conseguita si è parlato di lei come la possibile sfidante di Angela Merkel in vista delle scorse elezioni federali del 2013, ipotesi caduta in seguito alla nomina di Peer Steinbruck quale candidato cancelliere per il Partito Socialdemocratico. Alle elezioni del 2017 nel suo land , la Kraft perde consensi e cala al 31%. Anche a causa del crollo dei verdi, non può più governare la regione e gli succede il candidato della CDU Armin Laschet.

## Vita privata
Kraft è stata compagna dell'elettricista Udo Kraft dal 1992; hanno un figlio adulto.. Si convertì dalla Chiesa cattolica alla Chiesa protestante.  Nell'ottobre 2012, Kraft e suo marito si sono sposati in Namibia.